# Matthias Brändle
Matthias Brändle (født 7. december 1989 i Hohenems) er en østrigsk tidligere professionel cykelrytter, der senest kørte for Israel-Premier Tech.